# Əlicanlı
Əlicanlı è un comune dell'Azerbaigian situato nel distretto di Sabirabad. Conta una popolazione di 1 001 abitanti.